# Nel caldo letto dell'amore
Nel caldo letto dell'amore è un album di canzone napoletana del cantante siculo-napoletano Natale Galletta, pubblicato nel 2002.
Contiene quattro brani inediti.

## Tracce
1. Comme vulesse ancor
2. Tu malatia
3. Nel caldo letto dell'amore
4. 'Na parola
5. Vieni a vivere cu' mme
6. Stanza n° 6
7. Vulesse a tte
8. Mi son fatto l'amante
9. Odiami
10. Con sincerità
11. Buon viaggio